# Steven van Weyenberg
Steven Peter Robert Albert van Weyenberg (ur. 21 marca 1973 w Gandawie) – holenderski polityk i urzędnik państwowy, poseł do Tweede Kamer, sekretarz stanu, w 2024 minister finansów.

## Życiorys
Absolwent Uniwersytetu Amsterdamskiego, na którym studiował ekonomię i stosunki międzynarodowe. Dołączył do socjalliberalnej partii Demokraci 66, był wiceprzewodniczącym partyjnej grupy roboczej do spraw gospodarki. Pełnił też funkcję przewodniczącego grupy roboczej do spraw ekonomii w jej organizacji młodzieżowej Jonge Democraten. Do 2010 pracował w ministerstwie gospodarki, dochodząc do stanowiska dyrektora biura europejskiego. Następnie zajmował stanowisko dyrektorskie w resorcie spraw społecznych i zatrudnienia. W wyborach w 2012 po raz pierwszy uzyskał mandat deputowanego do Tweede Kamer. Z powodzeniem ubiegał się o poselską reelekcję w wyborach w 2017 i 2021.
Od sierpnia 2021 do stycznia 2022 był sekretarzem stanu w resorcie infrastruktury i gospodarki wodnej. W grudniu 2023 został sekretarzem stanu w ministerstwie edukacji, kultury i nauki. W styczniu 2024 w czwartym rządzie Marka Ruttego przeszedł na stanowisko ministra finansów (zastępując Sigrid Kaag), które zajmował do lipca tego samego roku.